# Nanyang, Henan
Nanyang este un oraș la nivel de prefectură în sud-vestul provinciei Henan, Republica Populară Chineză. Este orașul cu cea mai mare zonă de administrare în Henan, frontierele sale sunt: Xinyang la sud-est, Zhumadian la est, Pingdingshan la nord-est, Luoyang la nord, Sanmenxia la nord-vest, provincia Shaanxi la vest, și provincia Hubei la sud.

## Administrare
Orașul la nivel de prefectură Nanyang administrează 3 zone, 1 district la nivel de oraș și 10 districte.

## Geografia și clima
În partea de nord a orașului, este un munte numit "Dushan" (în chineză: "Dealul Singuratic"), care este faimos pentru jadul său. Jadul de "Dushan" este unul dintre cele patru jaduri celebre în China, care este foarte rar în zilele noastre.
În bazinul Nanyang au fost descoperite ouă fosile de dinozaur.
Clima este confortabilă, iar întregul Nanyang este înconjurat de munți unde sunt crescute bovine. Câmpurile sunt fertile și agricultura este bine dezvoltată.
La sud-vest este Neixiang unde s-a dezvoltat noua "Rezervație a Biosferei Baotianman" -o zonă de o biodiversitate extrem de mare în China, cu 65 de specii rare și pe cale de dispariție. Un nou "Centru pentru Vizitatori" în Neixiang arată istoria naturală a zonei și merită vizitat.

## Transport

### Căile Ferate

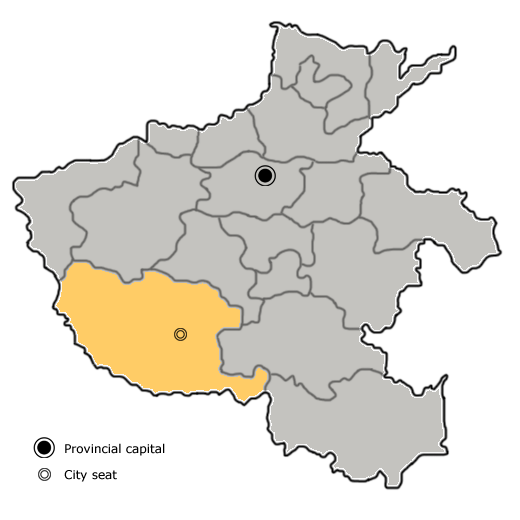
Nanyang în Henan

Nanyang are o stație de cale ferată principală: Gara Nanyang. Există, de asemenea, mai multe stații mici care deservesc zona suburbană.

### Autostrăzi
Peste 500 de km de rețea de autostrăzi au fost construit de-a lungul liniei de cale ferată și altele. O centură de 80 km este construită în jurul orașului. Începând din 2009, studiile de fezabilitate pentru 80 km de căi suspendate prin frânghie de 10 metri înălțime pentru pietoni și pentru folosirea bicicletelor au fost aprobate de guvernarea orașului. Instalarea va începe la începutul lui 2010.

### Aeroporturi
Aeroportul Nanyang este unul dintre cele trei aeroporturi ale aviației civile în provincia Henan. Este numai la 20 de minute de mers cu autobuzul din mediul urban. Pasagerii pot lua avioane la și de la Beijing, Shanghai, Guangzhou, Shenzhen, Guilin.

### Transportul public
Nanyang are aproximativ 30 de linii de autobuz în mediul urban. Taxiurile sunt comune.

## Demografie
Întreg teritoriu al orașului are o populație de peste 10.5 milioane, aceasta face din el cel mai mare oraș la nivel de prefectură din China acum. Mediul urban are peste 0,8 milioane de oameni, astfel este al treilea oraș ca mărime din provincia Henan.
Are o populație de circa 1 milion de oameni care fac naveta din oraș, în principal la Zhengzhou, provincia Guangdong, Beijing și Shanghai.
Cea mai mare parte a provinciei este locuită de populația "Han", printre naționalități minoritare sunt populația "Hui" și populația "Man".

## Cultură

### Limbă

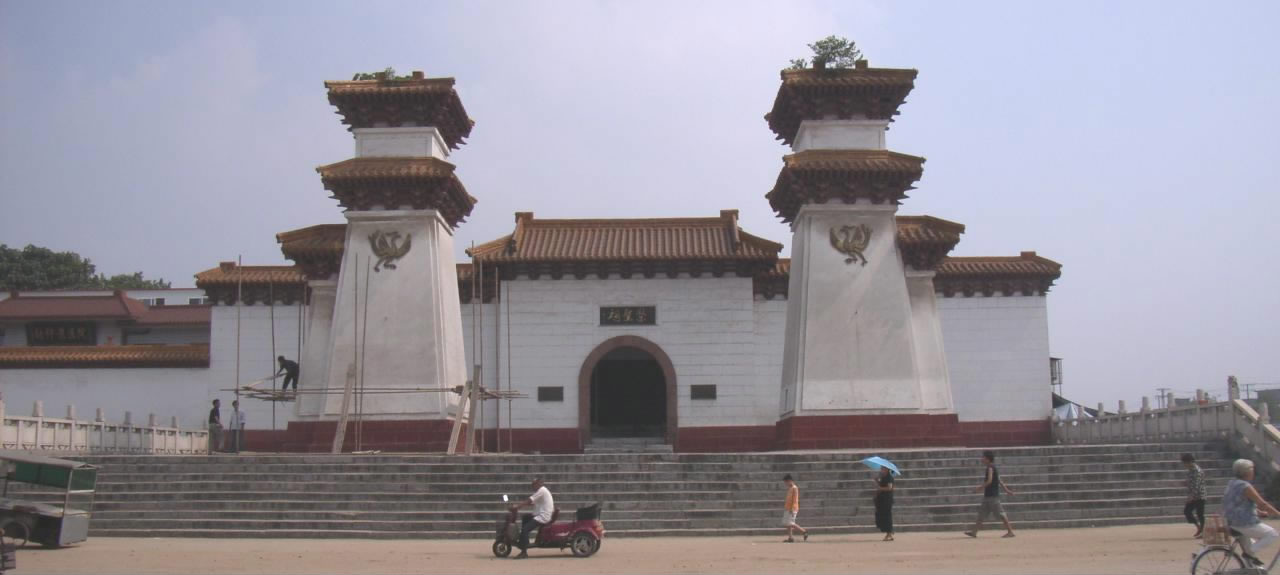

Dialectul Henan, cu trăsături  stereotipe ușor de identificat este dialectul local, este cunoscut ca "Nanyang Hua", este vorbit de aproximativ 15 de milioane de oameni în jurul zonei.

### Opera Wan
Este forma locală de operă chinezească.

## Turism
Nanyang este un oraș turistic celebru în China, el are o istorie lungă și locuri frumoase (de exemplu: temple, catedrale, moschei, etc).

## Economie
- Nanyang are o dezvoltarea industriei de vite, precum și o fabrică de tutun.
- Râul "bai" curge prin Nanyang și oferă o sursă abundentă de pești.
- Nanyang Nanyang produce două tipuri de vin de calitate: "Shedianlaojiu" și "Wolongyuye".
- Câmpul petrolier din Nanyang este unul din cele mai mari câmpuri petroliere din China.
- Agricultura joacă un rol important în economia sa.